# Đội đua Aprilia
Đội đua Aprilia (tên quốc tế: Aprilia Racing) là một đội đua mô tô có trụ sở ở Noale, Ý. Năm 2024 đội đua Aprilia tham gia giải đua xe MotoGP với tư cách là đội đua xưởng của hãng xe Aprilia, có 2 tay đua chính thức là Aleix Espargaro và Maverick Vinales.

## Lịch sử

### Hoạt động đua xe của Aprilia

#### MotoGP/500cc
Aprilia tham gia giải đua xe 500cc từ năm 1994 nhưng đã không thể cạnh tranh với những hãng xe Nhật Bản dẫn đến quyết định rút lui sau năm 2004.
Đến năm 2012 Aprilia quay trở lại MotoGP với tư cách là đối tác cung cấp linh kiện cho một vài đội đua tư nhân như Aspar Team, Paul Bird Motorsport hay Speed Master.
Từ năm 2015 đến năm 2021, Aprilia liên danh với đội đua Gresini, coi đây là đội đua xưởng của hãng. Trong giai đoạn này đội đua Gresini không có được nhiều kết quả nổi bật, thường xuyên nằm trong nhóm các đội đua cuối bảng xếp hạng. Kết quả cao nhất chỉ là 1 lần về 3 do công của Aleix Espargaro ở chặng đua MotoGP Anh 2021. Hết mùa giải 2021 Gresini quyết định ngưng hợp tác với Aprilia.

#### Các giải đua khác
Aprilia từng rất thành công ở các giải đua 125cc và 250cc. Một vài tay đua nổi tiếng từng sử dụng xe Aprilia vô địch các giải đua này có thể kể đến như Max Biaggi (250cc), Valentino Rossi (125cc và 250cc) hay Jorge Lorenzo (250cc) v.v...

### Đội đua độc lập ở MotoGP
Năm 2022, sau khi đội đua Gresini rời liên minh để trở thành vệ tinh cho Ducati thì hãng xe Aprilia quyết định thành lập một đội đua độc lập để tiếp tục tham gia MotoGP.
Ở chặng đua MotoGP Argentina 2022, tiếp tục là Aleix Espargaro lập công, mang về chiến thắng MotoGP đầu tiên cho Aprilia, cũng là chiến thắng MotoGP đầu tiên của Espargaro.

## Thống kê thành tích

### Kết quả thi đấu MotoGP
(Chú thích) (Chặng đua có chữ in đậm có nghĩa là tay đua giành được pole; Chặng đua có chữ in nghiêng nghĩa là tay đua giành được fastest lap)
| Năm  | Xe            | Lốp | Tay đua          | 1   | 2   | 3    | 4    | 5    | 6   | 7   | 8    | 9   | 10  | 11  | 12  | 13  | 14  | 15  | 16  | 17  | 18  | 19  | 20  | Điểm tay đua | Xếp hạng tay đua | Điểm đội đua | Xếp hạng đội đua | Điểm xưởng đua | Xếp hạng xưởng đua |
| ---- | ------------- | --- | ---------------- | --- | --- | ---- | ---- | ---- | --- | --- | ---- | --- | --- | --- | --- | --- | --- | --- | --- | --- | --- | --- | --- | ------------ | ---------------- | ------------ | ---------------- | -------------- | ------------------ |
| 2022 |               |     |                  | QAT | INA | ARG  | AME  | POR  | SPA | FRA | ITA  | CAT | GER | NED | GBR | AUT | RSM | ARA | JPN | THA | AUS | MAL | VAL |              |                  |              |                  |                |                    |
| 2022 | Aprilia RS-GP | M   | Aleix Espargaró  | 4   | 9   | 1    | 11   | 3    | 3   | 3   | 3    | 5   | 4   | 4   | 9   | 6   | 6   | 3   | 16  | 11  | 9   | 10  | Ret | 212          | 4th              | 334          | 3rd              | 248            | 3rd                |
| 2022 | Aprilia RS-GP | M   | Maverick Viñales | 12  | 16  | 7    | 10   | 10   | 14  | 10  | 12   | 7   | Ret | 3   | 2   | 13  | 3   | 13  | 7   | 7   | 17  | 16  | Ret | 122          | 11th             | 334          | 3rd              | 248            | 3rd                |
| 2022 | Aprilia RS-GP | M   | Lorenzo Savadori |     |     |      |      | Ret  | 21  |     | 22   |     |     | 20  |     | 19  |     |     |     |     |     |     |     | 0            | NC               | —            | —                | 248            | 3rd                |
| 2023 |               |     |                  | POR | ARG | AME  | SPA  | FRA  | ITA | GER | NED  | GBR | AUT | CAT | RSM | IND | JPN | INA | AUS | THA | MAL | QAT | VAL |              |                  |              |                  |                |                    |
| 2023 | Aprilia RS-GP | M   | Maverick Viñales | 25  | 127 | 4    | Ret7 | Ret9 | 12  | Ret | Ret7 | 53  | 68  | 23  | 56  | 8   | 199 | 24  | 11  | Ret | 11  | 46  | 104 | 204          | 7th              | 410          | 5th              | 326            | 3rd                |
| 2023 | Aprilia RS-GP | M   | Aleix Espargaró  | 96  | 15  | Ret4 | 5    | 58   | 68  | 169 | 34   | 15  | 97  | 1   | 128 | Ret | 5   | 10  | 8   | 85  | Ret | Ret | 8   | 206          | 6th              | 410          | 5th              | 326            | 3rd                |
| 2023 | Aprilia RS-GP | M   | Lorenzo Savadori |     |     |      |      |      | 18  |     | 11   |     | 19  |     |     |     |     |     |     |     |     |     |     | 5 (12)       | 24th             | —            | —                | 326            | 3rd                |